# Saint-Denis-la-Chevasse
Saint-Denis-la-Chevasse ist eine französische Gemeinde mit 2425 Einwohnern (Stand: 1. Januar 2022) im Département Vendée in der Region Pays de la Loire; sie gehört zum Arrondissement La Roche-sur-Yon und zum Kanton Aizenay (bis 2015: Kanton Le Poiré-sur-Vie). Die Einwohner werden Dionysien(ne)s genannt.

## Geographie
Saint-Denis-la-Chevasse liegt am Fluss Boulogne. Umgeben wird Saint-Denis-la-Chevasse von den Nachbargemeinden Saint-Sulpice-le-Verdon im Norden und Nordwesten, Les Brouzils und La Copechagnière im Norden, Chauché im Osten, Dompierre-sur-Yon im Süden und Südosten, Saligny im Süden und Südwesten sowie Les Lucs-sur-Boulogne im Nordwesten.

## Bevölkerungsentwicklung
| Jahr      | 1962 | 1968 | 1975 | 1982 | 1990 | 1999 | 2006 | 2016 |
| Einwohner | 1563 | 1548 | 1471 | 1432 | 1543 | 1665 | 1936 | 2299 |